# 高凉县 (北魏)
高凉县，中国古县名。
北魏太和十一年（487年）析龙门县置，治所在今山西省稷山县东南。为高凉郡治。北周徙治玉壁县（今稷山县西南）。隋朝开皇十八年（598年）改为稷山县。